# Individ (biologi)
En individ (lat. individuum, 'något odelbart'), är inom biologin en enskild organism.
För högre djur används vanligen termen individ om den ontogenetiska produkten av en befruktad äggcell. Andra karakteristika för är att celler och vävnader har samordnade funktioner och är tydligt avgränsade mot omvärlden, att den representerar en unik genotyp samt att den har potentiell förmåga till självständigt liv.  
De flesta makroskopiska djur är lätta att avgränsa som individer, men hos lägre djur, exempelvis växter och svampar är individbegreppet mer svårdefinierat, och särskilt komplicerat vid symbioser, exempelvis lavar, eller i förhållandet mellan parasiter och värdar. För bland annat svampar är det särskilt svårt, då en individs mycel kan vara spridd i jordlager över flera hektar, och ibland fysiskt uppdelad för att växa samman igen.
Ett antal individer inom ett geografiskt område bildar en population. Vissa arter, till exempel sociala steklar, bildar kollektiva enheter som kallas superorganismer. Hos samhällsbyggande insekter som honungsbi är individerna högt specialiserade och saknar självständigt förmåga för nödvändiga livsfunktioner (arbetarna är sterila, drottningen beroende av dem för föda). Bara samhället som helhet har förmåga till självständigt liv. 

## Övrigt
Ordet "individ" om djur används också för enskilda djur som ägs eller observeras av människor, exempelvis hundar, nötkreatur eller djurparksdjur som har individuella namn eller nummer samt uppseendeväckande djur, exempelvis en älg med albinism.